# Ou Reang
Ou Reang es uno de los cinco distritos que forman la provincia camboyana de Mondol Kirí, con una población estimada en marzo de 2008 de 3048 habitantes. Está dividido en las siguientes  comunas (khum), que se muestran asimismo con población estimada de 2008:
- Dak Dam 1,472
- Saen Monourom 2,476[1]